# ناحیه کلینتنیا، شهرستان دویت، ایلینوی
ناحیه کلینتنیا (به انگلیسی: Clintonia Township) یک منطقهٔ مسکونی در ایالات متحده آمریکا است که در شهرستان دویت، ایلینوی واقع شده‌است. ناحیه کلینتنیا ۷٬۸۳۲ نفر جمعیت دارد و ۲۲۲ متر بالاتر از سطح دریا واقع شده‌است.